# Correbia euryptera
Correbia euryptera là một loài bướm đêm thuộc phân họ Arctiinae, họ Erebidae.